# Fokker D.IV
Fokker D.IV – niemiecki samolot myśliwski z okresu I wojny światowej, zaprojektowany w 1916 roku w wytwórni Fokker Aeroplanbau, konstrukcji Martina Kreutzera.

## Historia powstania i konstrukcja
Samolot był rozwinięciem wcześniejszego dwupłatowego myśliwca Fokker D.I, który ze względu na niską moc silnika miał bardzo przeciętne osiągi, w szczególności słabą manewrowość i niską prędkość wznoszenia. Jego prototyp był oznaczony Fokker M21. Konstrukcja była praktycznie identyczna z D.I: kadłub w postaci stalowej kratownicy, obciągniętej płótnem; przód kadłuba osłonięty metalowymi panelami; usterzenie płytowe bez nieruchomych powierzchni stabilizujących; skrzydła proste, o jednakowej rozpiętości. Od poprzednika różnił się sześciokątnym przekrojem kadłuba, silnikiem, był nieco większy, a co najważniejsze – górny płat wyposażony był w lotki.
Samolot napędzał rzędowy, 6-cylindrowy silnik Mercedes D.III o mocy 160 KM; chłodnice o konstrukcji plastra miodu umieszczone były po obu stronach kadłuba. D.IV miał maksymalny pułap 5000 m. Czas wznoszenia wynosił odpowiednio: 3 min na 1000 m, 5 min na 2000 m, 12 min na 3000 m i 20 min na 4000 m. Prędkość maksymalna samolotu to 160 km/h.
Samolot uzbrojony był w dwa zsynchronizowane karabiny maszynowe lMG 08 kal. 7,92 mm, ale zazwyczaj zabudowywano tylko jeden, dla uzuskania lepszych osiągów. Zbudowano 33 Fokkery D.IV

## Służba
Samolot wprowadzono do użytku w Luftstreitkräfte w 1916 roku. Początkowo wchodził w skład mieszanych oddziałów lotniczych Feldfliegerabteilung i wczesnych jednostek myśliwskich. Samolot miał nieco lepsze osiągi od wersji D.I, ale wciąż słabą zwrotność i gdy pojawiły się myśliwce Albatros D.I, został, wraz z pokrewnymi konstrukcjami, przesunięty do szkół lotniczych, a silniki D.III przeznaczono dla lepszych Albatrosów.